# Slanke anijstrechterzwam
De slanke anijstrechterzwam (Clitocybe fragrans) is een schimmel in de orde Agaricales. Hij leeft als terrestrische (bodembewonende) saprotroof op strooisel van loofhout. Hij ruikt sterk naar anijs en komt voor in loofbossen op rijke zandgronden en op graslanden.

## Kenmerken

### Uiterlijke kenmerken
Hoed
De hoed heeft een diameter van 10 tot 35 mm. De hoed is tweekleurig en gestreept. De kleur is bruinachtig in het centrum, lichter aan de rand. Bij opdroging wordt hij bijna helemaal wit. Het oppervlak is glad, kaal, vettig glanzend als het nat is. De vorm bij jonge vruchtlichamen is convex, later wordt deze vlakker en bij oudere vruchtlichamen plat trechtervormig, maar met een lichte deuk.
Lamellen
De lamellen staan vrij dicht opeen. Ze zijn zijn breed aan de steel gehecht tot ietsje aflopend (adnate-decurrent). De kleur is bleekbeige tot crème.
Steel
De steel is 25 tot 65 mm lang en 2 tot 5 mm breed. De steel heeft geen velum. De cilindrische steel is enigszins kraakbeenachtig en min of meer dezelfde kleur als de hoed. Met de leeftijd wordt deze hol. De steelbasis is witviltig en groeit samen met het substraat.
Vlees
Het dunne vruchtvlees is hygrofaan en witachtig.
Geur en smaak
Hij heeft een geur van zweet of sterke naar anijs. De smaak is mild. Hoewel hij eetbaar is, moet het worden vermeden omdat het kan worden verward met dodelijke giftige soorten, waaronder de giftige weidetrechterzwam (Clitocybe rivulosa) (die geen anijsgeur heeft). Hij lijkt ook op de groene anijstrechterzwam (Clitocybe odora).
Sporenprint
De sporenprint is wit tot licht crème van kleur. 

### Microscopische kenmerken
De gladde, hyaliene en inamyloïde sporen zijn elliptisch tot ovaal en meten 6-7 × 3-4 µm.

## Verspreiding

Europese verspreidingsgebied

De schimmel komt voor in Noord-Amerika (Canada, Verenigde Staten), Azië (Japan, Noord-Korea, Zuid-Korea), Nieuw-Zeeland en Europa. Hij is ook aangetroffen in Noord-Afrika (Marokko). 
In Noord-, West en Centraal-Europa komt hij vrijwel overal voor. In Noorwegen strekt het verspreidingsgebied zich uit tot de 69e, in Zweden tot bijna de 67e en in Finland tot de 63e breedtegraad. In Bulgarije komt de schimmel vooral voor in de bergen, in de lage landen en aan de kust van de Zwarte Zee is hij afwezig. In Duitsland is het wijdverbreid en algemeen van de kusten van de Noordzee en de Oostzee tot aan de Alpen.
In Nederland komt de slanke anijstrechterzwam algemeen voor. Hij is niet bedreigd en staat niet op de rode lijst.

## Foto's

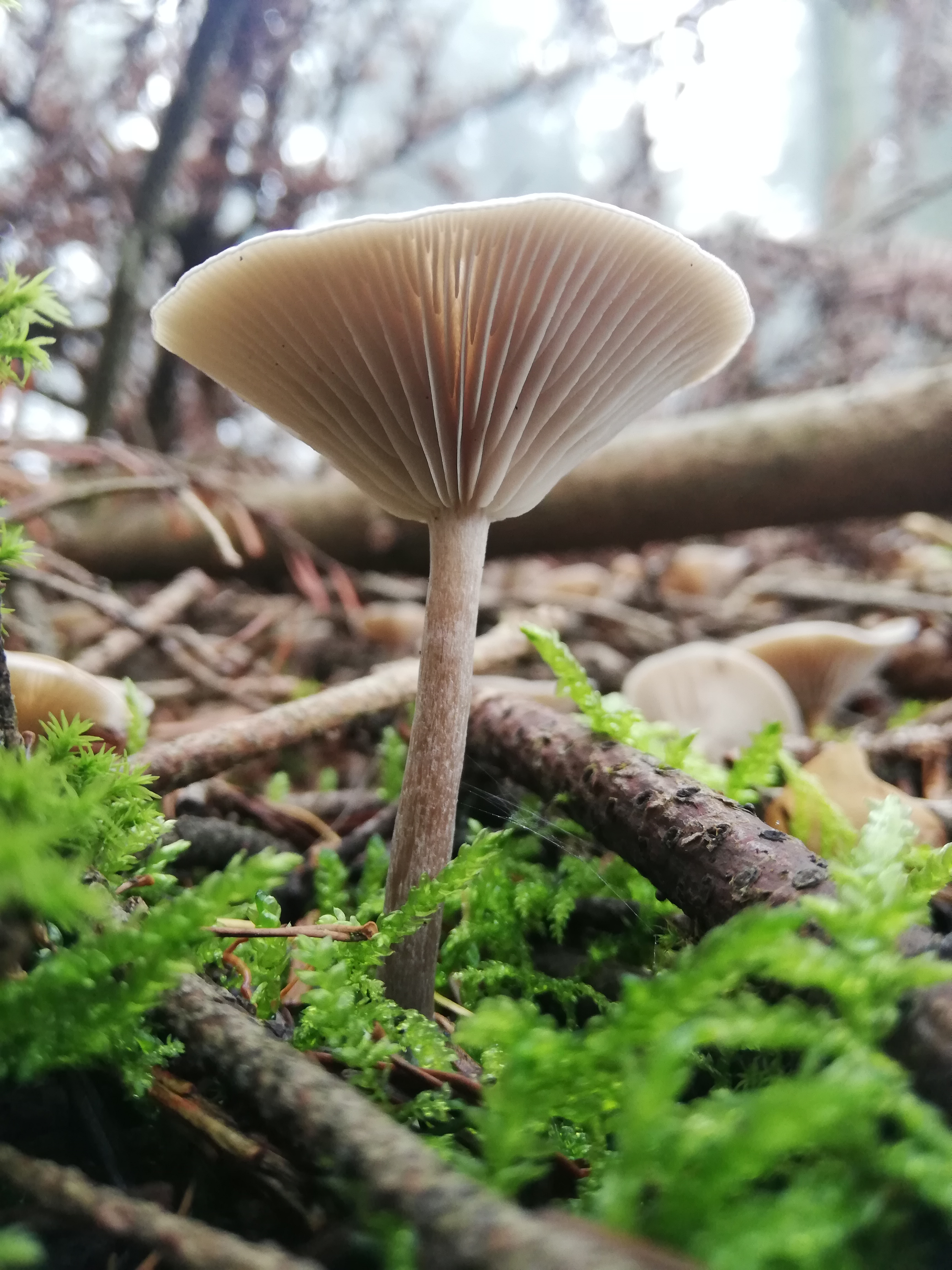
Lamellen
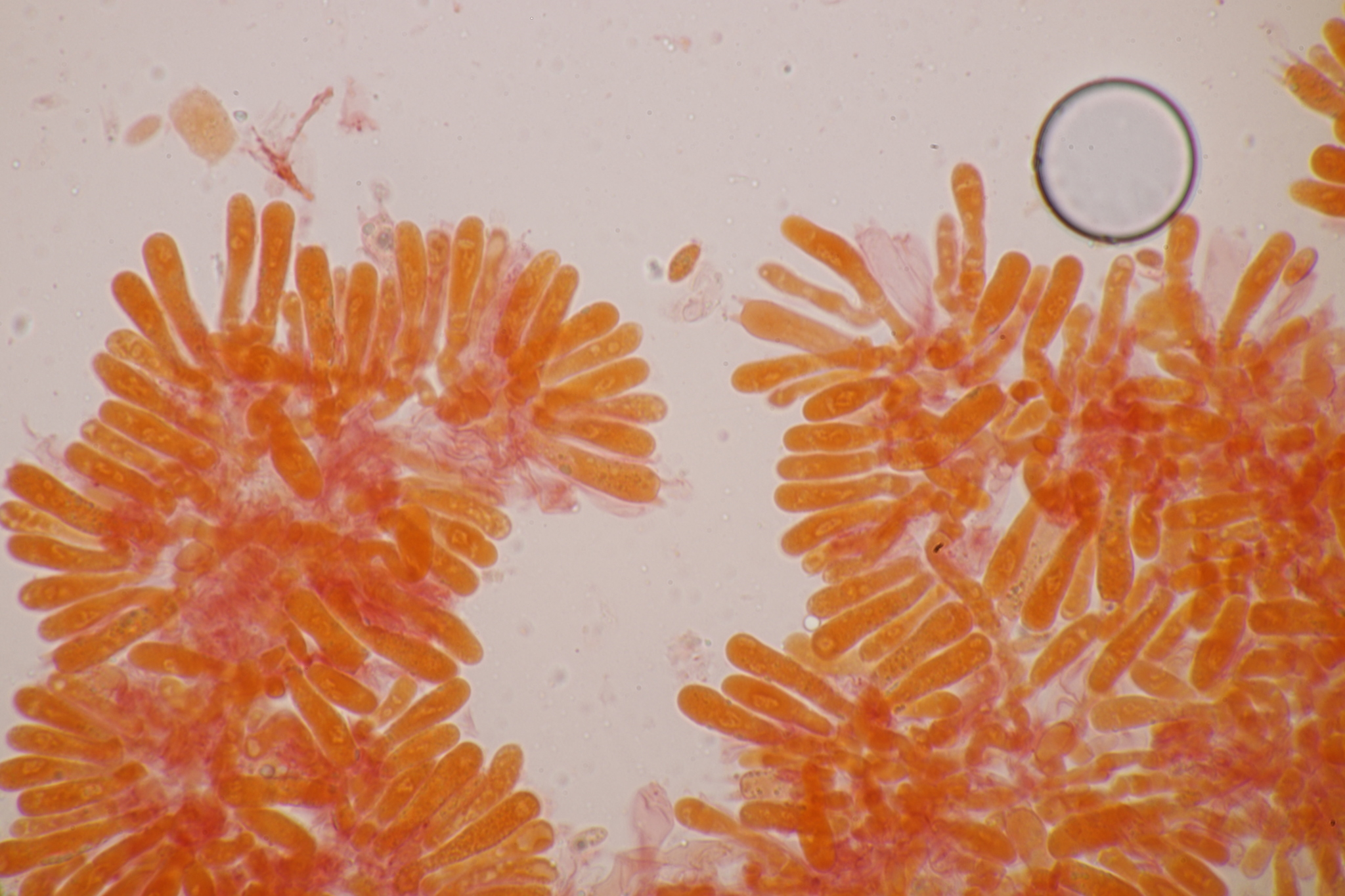
Basidia
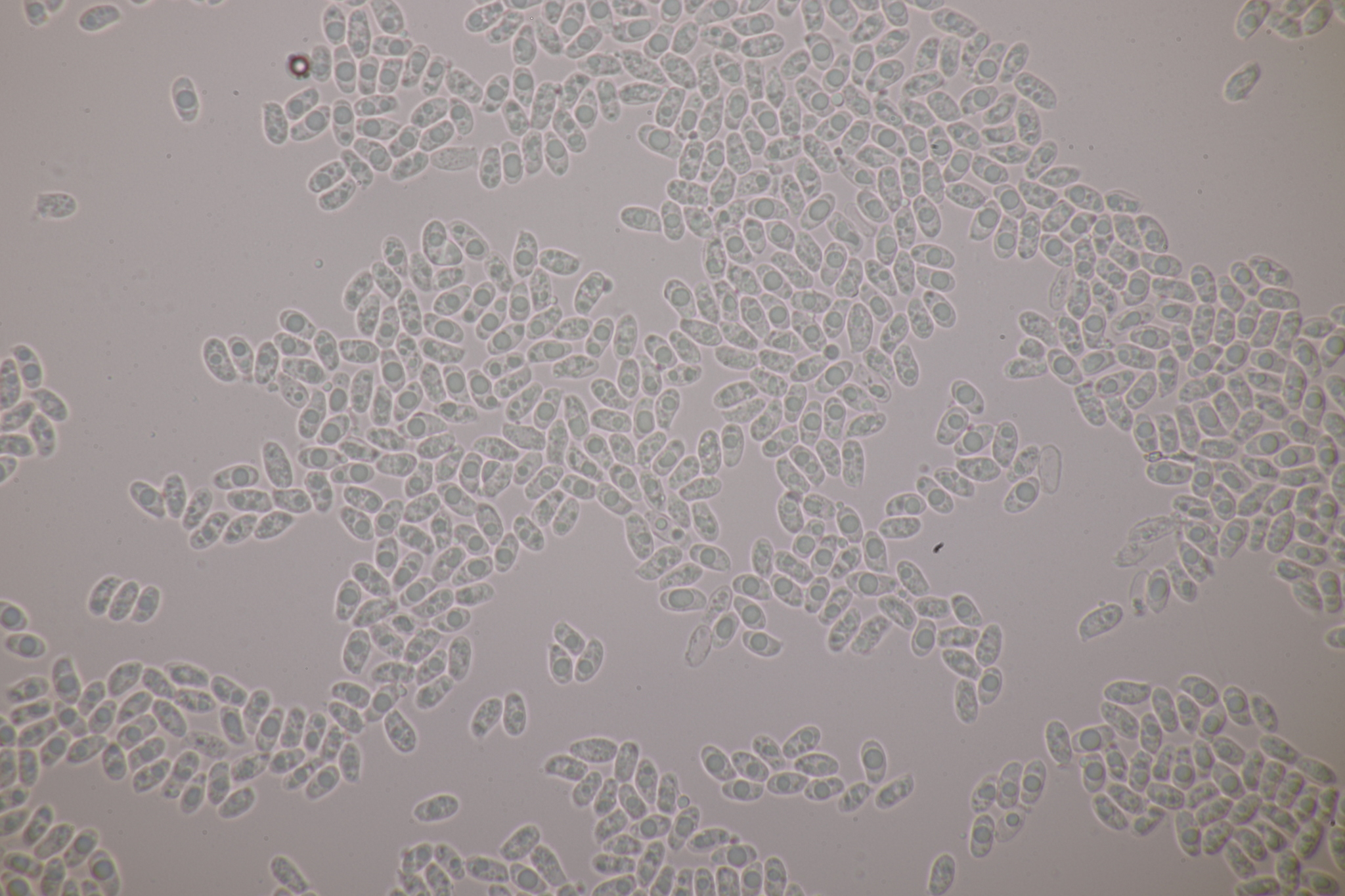
Sporen